# Électrophérogramme
 (février 2023).
La mise en forme du texte ne suit pas les recommandations de Wikipédia : il faut le « wikifier ».
Les points d'amélioration suivants sont les cas les plus fréquents. Le détail des points à revoir est peut-être précisé sur la page de discussion.
- Les titres sont pré-formatés par le logiciel. Ils ne sont ni en capitales, ni en gras.
- Le texte ne doit pas être écrit en capitales (les noms de famille non plus), ni en gras, ni en italique, ni en « petit »…
- Le gras n'est utilisé que pour surligner le titre de l'article dans l'introduction, une seule fois.
- L'italique est rarement utilisé : mots en langue étrangère, titres d'œuvres, noms de bateaux, etc.
- Les citations ne sont pas en italique mais en corps de texte normal. Elles sont entourées par des guillemets français : « et ».
- Les listes à puces sont à éviter, des paragraphes rédigés étant largement préférés. Les tableaux sont à réserver à la présentation de données structurées (résultats, etc.).
- Les appels de note de bas de page (petits chiffres en exposant, introduits par l'outil «  Source ») sont à placer entre la fin de phrase et le point final[comme ça].
- Les liens internes (vers d'autres articles de Wikipédia) sont à choisir avec parcimonie. Créez des liens vers des articles approfondissant le sujet. Les termes génériques sans rapport avec le sujet sont à éviter, ainsi que les répétitions de liens vers un même terme.
- Les liens externes sont à placer uniquement dans une section « Liens externes », à la fin de l'article. Ces liens sont à choisir avec parcimonie suivant les règles définies. Si un lien sert de source à l'article, son insertion dans le texte est à faire par les notes de bas de page.
- La présentation des références doit suivre les conventions bibliographiques. Il est recommandé d'utiliser les modèles {{Ouvrage}}, {{Chapitre}}, {{Article}}, {{Lien web}} et/ou {{Bibliographie}}. Le mode d'édition visuel peut mettre en forme automatiquement les références.
- Insérer une infobox (cadre d'informations à droite) n'est pas obligatoire pour parachever la mise en page.

Pour une aide détaillée, merci de consulter Aide:Wikification.
Si vous pensez que ces points ont été résolus, vous pouvez retirer ce bandeau et améliorer la mise en forme d'un autre article.

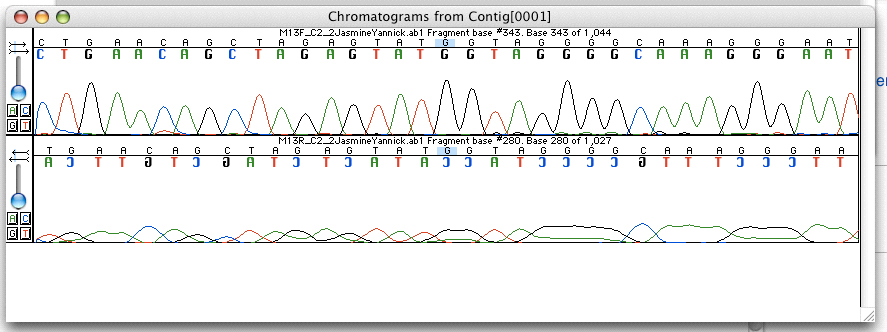
Capture d'écran d'un chromatogramme issu du programme Sequencher.

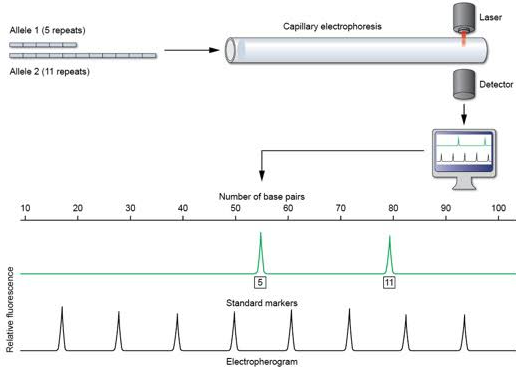
De l'électrophorèse capillaire à l'électrophérogramme (avec l'aimable autorisation de www.biointeractive.org)

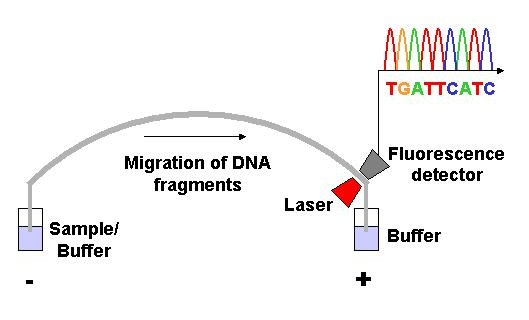
Génération des résultats.

Un électrophérogramme, ou électrophorégramme, peut également être appelé EPG ou e-gramme. Il s'agit d'un enregistrement ou d'un graphique produit par électrophorèse dans une technique analytique, principalement dans les domaines de la biologie médico-légale, de la biologie moléculaire et de la biochimie. Cet enregistrement se base sur l'utilisation de points de données[pas clair] correspondant à un temps spécifique et à une intensité de fluorescence à différentes longueurs d'onde de lumière pour représenter un profil d'ADN.

## En génétique
Dans le domaine de la génétique, un électrophérogramme est un tracé de la taille de fragments d'ADN, généralement utilisé pour le génotypage comme le séquençage de l'ADN. Les données sont tracées en fonction du temps, représentées par des paires de bases (pdb), sur l'axe des x et l'intensité de fluorescence sur l'axe des y. Ces figures sont souvent réalisées à l'aide d'un instrument comme un séquenceur d'ADN automatisé associé à une électrophorèse capillaire (CE). De tels électrophérogrammes peuvent être utilisés pour déterminer des génotypes de séquences d'ADN ou des génotypes basés sur la longueur de fragments d'ADN spécifiques ou sur le nombre de séquences répétées en tandem (STR pour short tandem repeats en anglais) à un locus spécifique en comparant l'échantillon à des standards de taille et à des données d'échelle allélique à l'aide du même standard de taille. Ces génotypes peuvent être utilisés dans les domaines suivants :
- Test ADN généalogique
- Test de paternité ADN
- Empreinte génétique
- Phylogénie
- Génétique des populations